# Pacora
Pacora – miasto w Panamie, w prowincji Panamá. Według danych z 2000 jest zamiesznane przez 61 895 osób. Rozwinął się w nim przemysł spożywczy.